# Barbaros, Urla
Barbaros là một xã thuộc huyện Urla, tỉnh İzmir, Thổ Nhĩ Kỳ. Dân số thời điểm năm 2010 là 306 người.